# NGC 6182
NGC 6182 (również PGC 58338 lub UGC 10424) – galaktyka spiralna (Sa), znajdująca się w gwiazdozbiorze Smoka. Odkrył ją William Herschel 24 kwietnia 1789 roku.